# Kanton Ozoir-la-Ferrière
Kanton Ozoir-la-Ferrière (fr. Canton d'Ozoir-la-Ferrière) je francouzský kanton v departementu Seine-et-Marne v regionu Île-de-France. Tvoří ho 12 obcí. Kanton vznikl v roce 2015.

## Obce kantonu
- Chevry-Cossigny
- Favières
- Férolles-Attilly
- Ferrières-en-Brie
- Gretz-Armainvilliers
- Lésigny
- Ozoir-la-Ferrière
- Pontcarré
- Servon
- Tournan-en-Brie
- Villeneuve-le-Comte
- Villeneuve-Saint-Denis